# Bahija Fadil
Pour les articles homonymes, voir Fadil.
Bahija Fadil, née le 5 février 1976, est une haltérophile marocaine.

## Carrière
Aux Championnats d'Afrique d'haltérophilie 2004 à Tunis, Bahija Fadil est médaillée de bronze à l'arraché, à l'épaulé-jeté et au total dans la catégorie des plus de 75 kg.